# Archiborborus koenigi
Archiborborus koenigi är en tvåvingeart som beskrevs av Oswald Duda 1932. Archiborborus koenigi ingår i släktet Archiborborus och familjen hoppflugor. Inga underarter finns listade i Catalogue of Life.